# Дуганчичи (община Соколац)
Дуганчичи (на сръбски: Дуганчићи) е село в Босна и Херцеговина, разположено в община Соколац, в ентитета на Република Сръбска. Населението му според преброяването през 2013 г. е 1 жител, от тях: 1 (100 %) сърбин. До 1992 г. селото е в състава на община Олово.

## Население
Численост на населението според преброяванията през годините:
- 1961 – 139 души
- 1971 – 147 души
- 1981 – 130 души
- 1991 – 141 души
- 2013 – 1 души